# Septmonts
Septmonts ist eine französische Gemeinde mit 571 Einwohnern (Stand: 1. Januar 2022) im Département Aisne in der Region Hauts-de-France (frühere Region: Picardie). Sie gehört zum Arrondissement Soissons und zum Kanton Soissons-2.

## Geographie
Die Gemeinde Septmonts mit den Ortsteilen Bienne und Ferme de la Carrière de l’Évêque liegt am rechten Ufer der Crise, die der Aisne zufließt, rund fünf Kilometer südsüdöstlich von Soissons. Nachbargemeinden von Septmonts sind Belleu und Billy-sur-Aisne im Norden, Rozières-sur-Crise im Osten und Süden sowie Noyant-et-Aconin im Westen.

## Bevölkerungsentwicklung
| Jahr                       | 1962 | 1968 | 1975 | 1982 | 1990 | 1999 | 2006 | 2014 | 2022 |
| Einwohner                  | 496  | 532  | 542  | 516  | 515  | 501  | 522  | 563  | 571  |
| Quellen: Cassini und INSEE |      |      |      |      |      |      |      |      |      |

## Sehenswürdigkeiten
- Schloss Château de Septmonts mit einem 43 m hohen Donjon aus dem 14. Jahrhundert und einem ruinösen ehemaligen Wohngebäude der Bischöfe von Soissons im Renaissancestil, das seit 2010 wieder bedacht ist, 1920 und 2006 als Monument historique klassifiziert (Base Mérimée PA00115922)
- Kirche Saint-André aus dem 15. Jahrhundert in flamboyanter Gotik mit einem Triumphkreuz (poutre de gloire), seit 1933 Monument historique (Base Mérimée PA00115924)
- Gehöft Ferme de la Carrière-l'Évêque, seit 1928 als Monument historique eingetragen (Base Mérimée PA00115925)
- Kreuz aus dem 13. Jahrhundert auf dem alten Friedhof, 1934 als Monument historique eingetragen (Base Mérimée PA00115923)

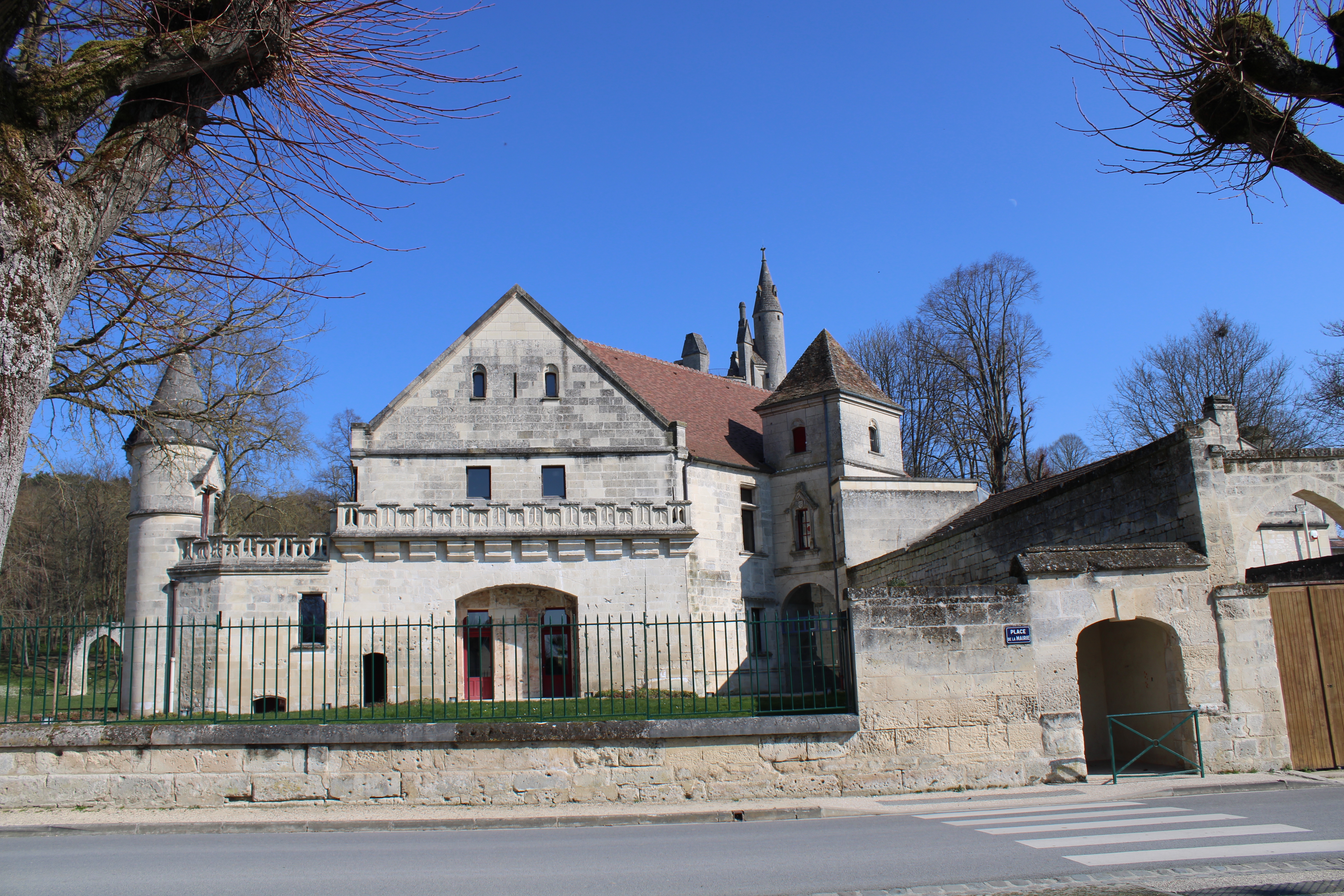
Château de Septmonts
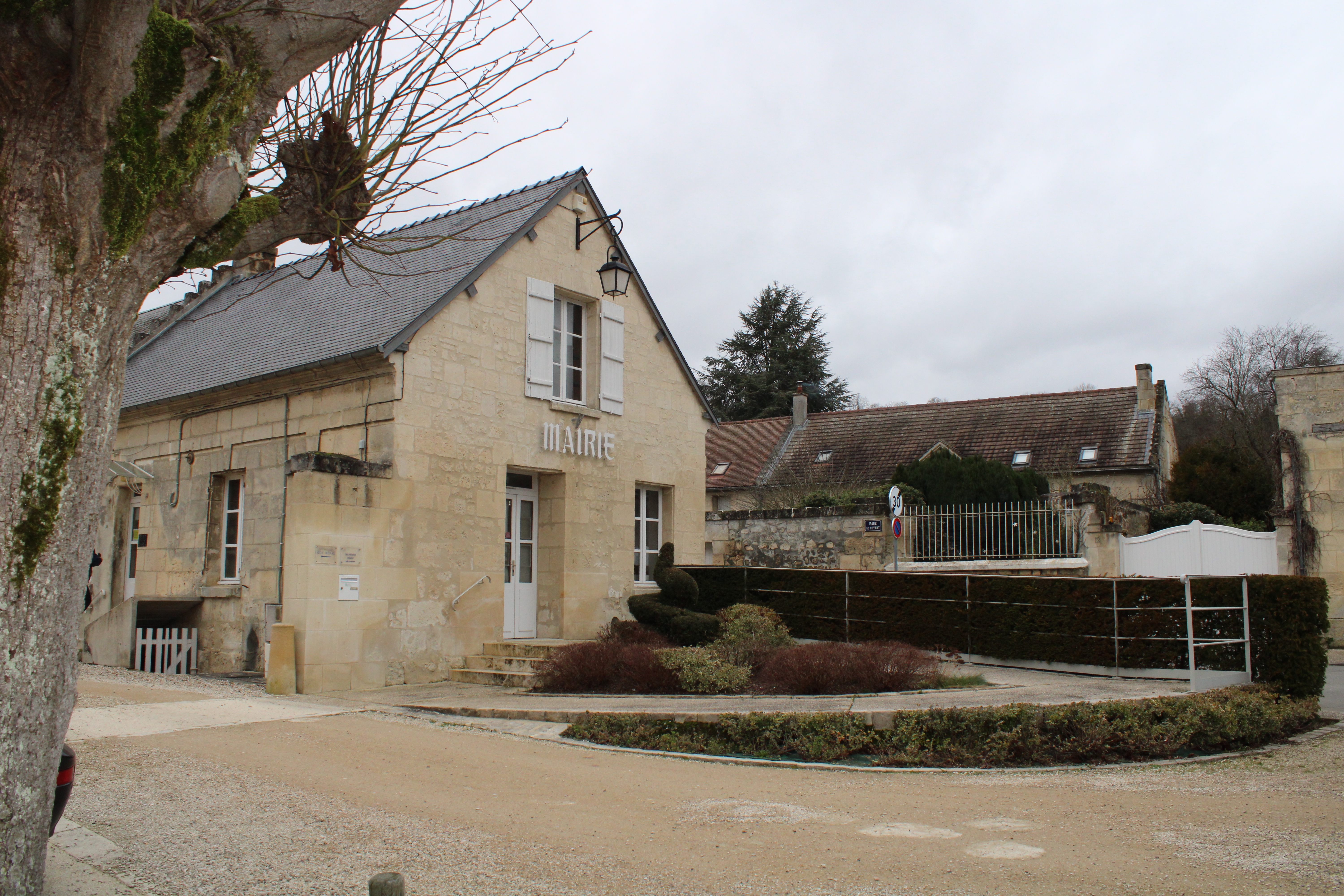
Mairie Septmonts
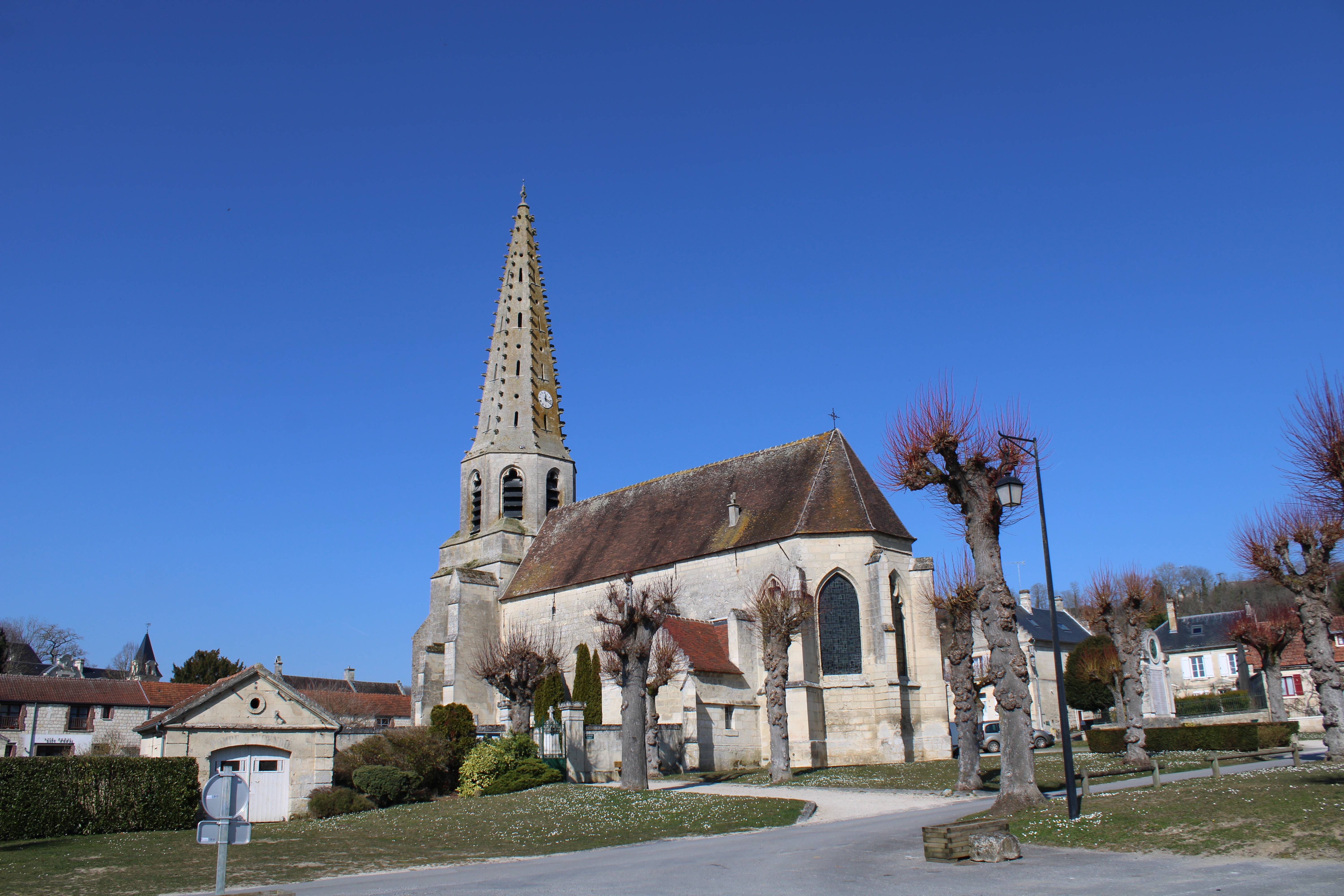
Kirche Saint-André
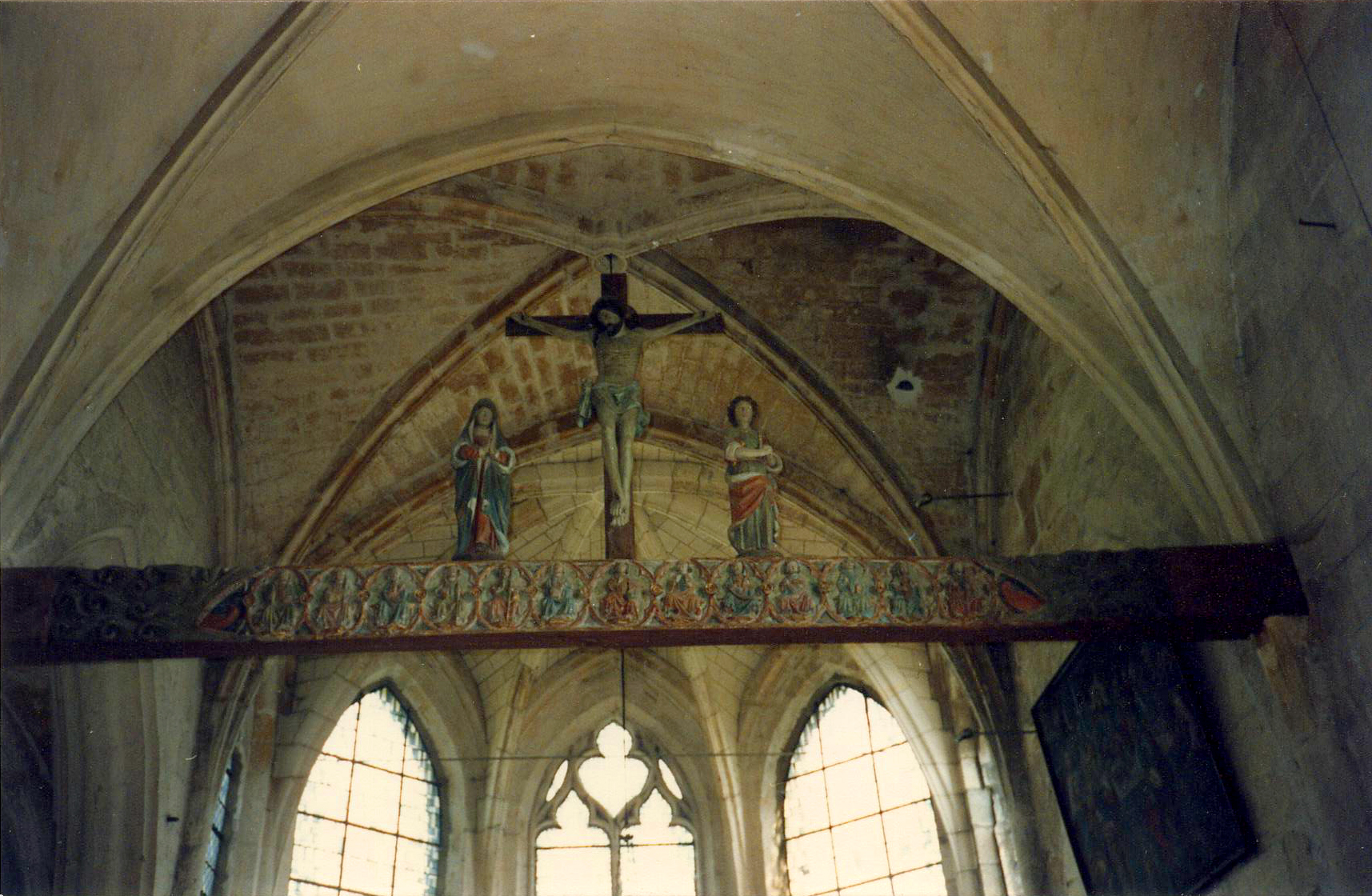
Triumphkreuz in der Kirche Saint-André
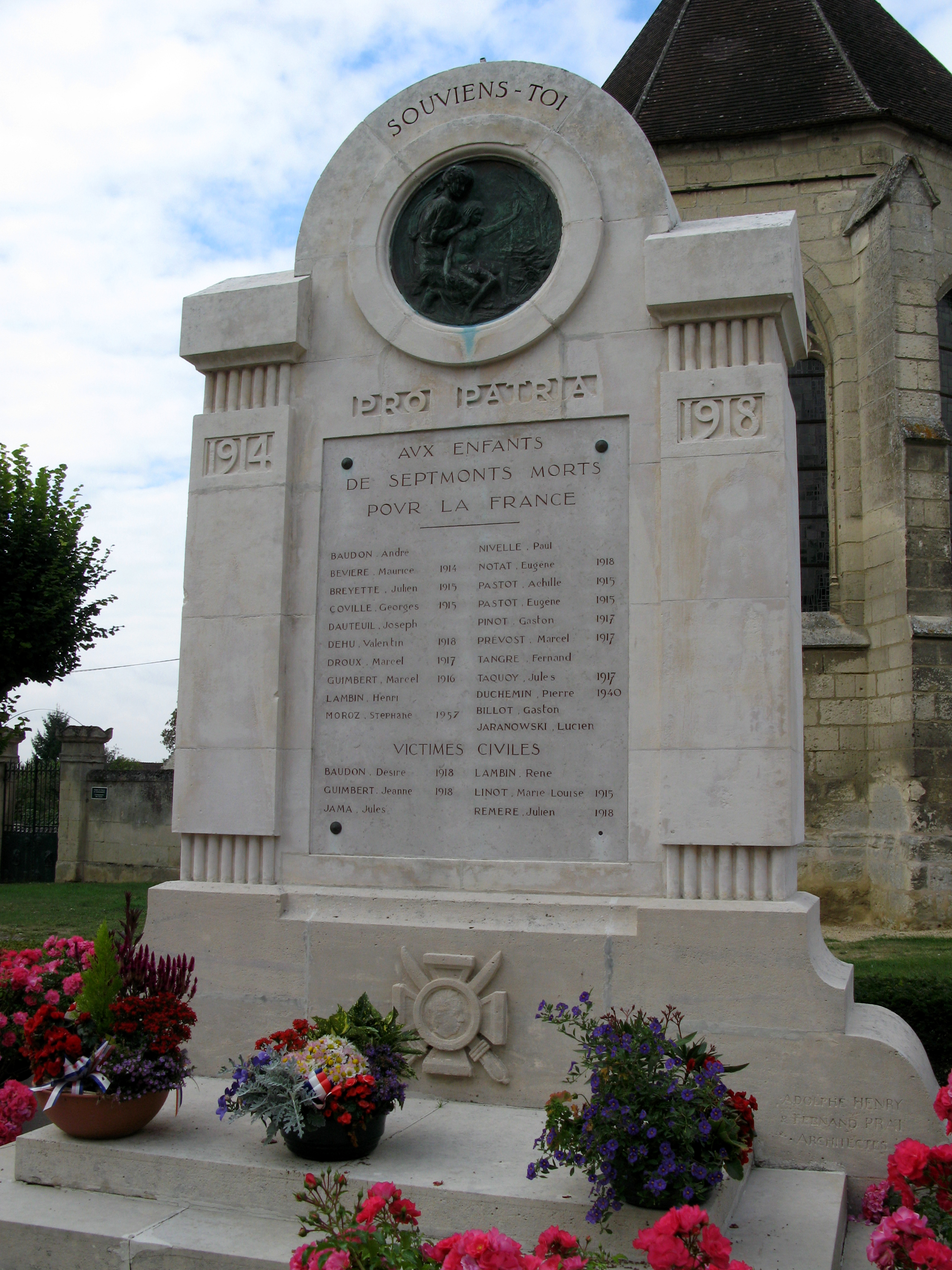
Gefallenendenkmal